# Hans Beck (Archäologe)
Hans Beck (* 12. Dezember 1909 in Mailand; † 3. September 1987 in Münster) war ein deutscher Prähistorischer Archäologe, Geologe und Museumsdirektor. Er arbeitete vorwiegend im Sauerland und im Siegerland und leitete zahlreiche Grabungsprojekte. Sein Forschungsschwerpunkt lag primär auf der Erforschung der mitteleuropäischen Bronze- und Eisenzeit. 

## Leben
Nach einem Studium der Geologie, Mineralogie und Vorgeschichte in Stuttgart und Kiel wurde Hans Beck 1934 mit einer Dissertation über den Flechtinger Höhenzug zum Dr. phil. promoviert. Beck arbeitete zunächst am Geologischen Institut der Universität Kiel und wurde 1936 Assistent im Landesmuseum für Vor- und Frühgeschichte (heute: LWL-Museum für Kunst und Kultur) in Münster. Er erforschte die latènezeitliche Bevölkerung in den Großräumen Sauerland und Siegerland und war ab 1928 mit dem Aufbau des Landesamts für Kulturgeschichtliche Bodenaltertümer (heute: Landesamt für Denkmalpflege Hessen) in Wiesbaden beschäftigt. Von 1939 bis 1960 übernahm er mit einer Unterbrechung in den Jahren 1941–1946 (Kriegsdienst und Gefangenschaft) die Leitung der neugeschaffenen Außenstelle für Bodendenkmalpflege im Regierungsbezirk Arnsberg. 
Becks Forschungen über die Wallburgen sowie die Funde der Bronze-Urne von Gevelinghausen aus dem 9.–8. Jh. v. Chr. machten ihn in Fachkreisen bekannt. Von 1961 bis 1973 war Beck Direktor des Landesmuseums für Vor- und Frühgeschichte und nahm das Amt des Staatlichen Vertrauensmannes für kulturgeschichtliche Bodenaltertümer im Gebiet des Landschaftsverbandes Westfalen-Lippe war. Beck war in mehreren Vereinen und Kommissionen aktiv, so etwa von 1947 bis 1987 als Mitglied in der Altertumskommission für Westfalen und ab 1961 als korrespondierendes Mitglied des Deutschen Archäologischen Instituts und der Römisch-Germanischen Kommission. Seit 1962 war er zunächst ordentliches Mitglied der Historischen Kommission für Westfalen, ab 1975 dann korrespondierendes Mitglied. Ab 1967 war er zweiter Vorsitzender des Nordwestdeutschen Verbands für Altertumsforschung. Er lebte und starb in Münster in Westfalen.

## Publikationen
- Übersicht über die Vor- und Frühgeschichte des Sauerlandes. In: Vor- und Frühgeschichte im Arnsberger Raum. Arnsberg 1975 S. 6–19.
- Der Flechtinger Höhenzug (= Schriften aus dem Geologisch-Paläontologischen Institut der Universität Kiel. Heft 4). Kommissionsverlag der Hofbuchhandlung Paul Toeche, Kiel 1935.
- als Hrsg.: Mitteilungen über Ausgrabungen und Funde aus dem Arbeitsbereich des Landesmuseums für Vor- und Frühgeschichte, Münster, und der Altertumskommission für Westfalen (= Westfälische Forschungen. Band 19). 1966.